# Пресерје (Брезовица)
Пресерје (словен. Preserje) је насељено место у општина Брезовица, Средњесловенска регија, Словенија.

## Историја
До територијалне реорганизације у Словенији било је у саставу града Љубљане, односно старе општине Вич–Рудник.

## Становништво
У попису становништва из 2011. године, Пресерје је имало 336 становника.
| Број становника према пописима | Број становника према пописима | Број становника према пописима |
| ------------------------------ | ------------------------------ | ------------------------------ |
| 1991                           | 2002                           | 2011                           |
| 222                            | 263                            | 336                            |

## Галерија
- панорама
- језеро
- парохија
- унутрашњост цркве "Свети Вид"
- римокатоличка црква "Свети Јожеф"
- поглед на цркву "Свети Јожеф"
- увала Поникве